# バラクータ

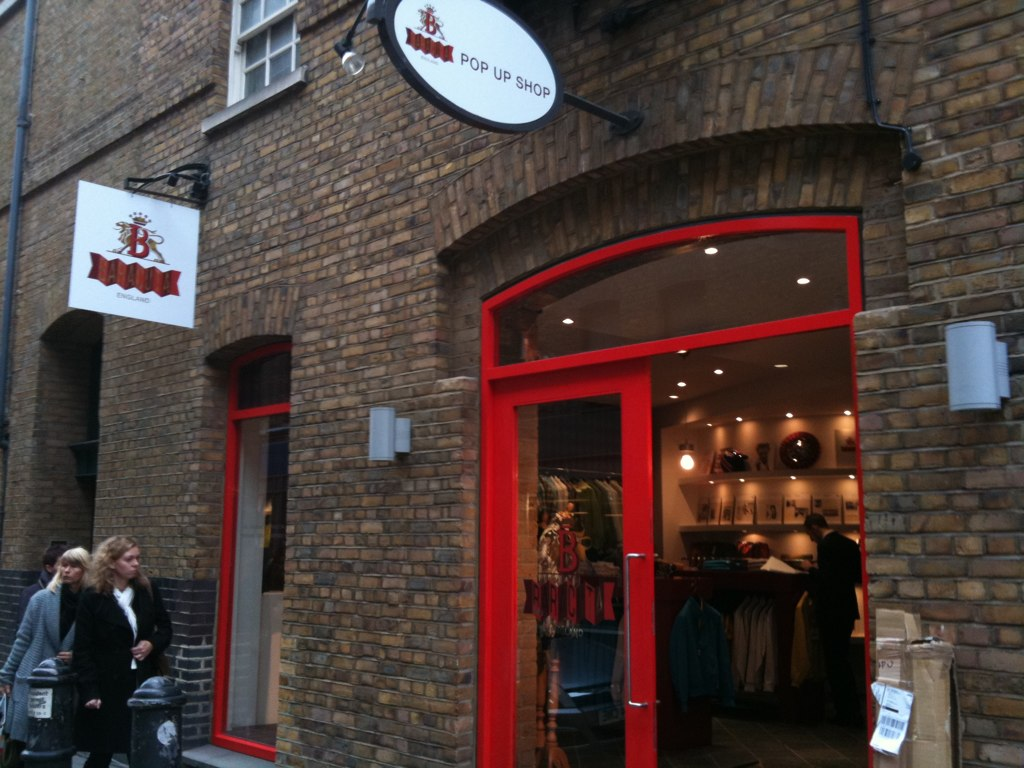
ロンドンのポップアップショップ

バラクータ（Baracuta）は1937年にジョン・ミラー（John Miller）兄弟によって作られたイギリスのブランド。バラクータのG9ジャケットは世界最初のハリントンジャケットとして知られる（日本ではスウィングトップとして知られるが、これは石津謙介が作った和製英語）。日本でのライセンス契約は丸紅株式会社が行っていたが平成24年3月末にて期間満了となり製造が終了した。

## G9略歴
1937年 - イギリスのマンチェスター郊外にコールトン・ストリート工場で作られたのが始まり。これが世界初のハリントン・ジャケットの誕生。表地は防風・撥水加工を施した100%ピュアコットンを使用。ゴルフの複雑な動きに対応するラグラン袖。リブ編みの袖や背中のアンブレラヨーク。特に裏地にはG9特有のフレーザー・タータンチェックを使用。
1964年 - 1964年からの5年間、アメリカで放映されたテレビ番組ペイトン・プレイスでライアン・オニール演じる「ロドニー・ハリントン」が着用する。以降、G9のシルエットはハリントン・ジャケットと呼ばれる。
1966年 - フランク・シナトラが映画「クィーンメリー号の襲撃」でG9を着て主役を演じる。第8回FIFAワールドカップで、バラクータのハーフコートがイングランド代表チームのオフィッシャルウェアーに採用される。
1968年 - 映画「華麗なる賭け」のポスターでスティーブ・マックイーンがG9を着て撮影される。
1970年 - アーノルド・パーマー特別仕様のG9を作成。
1977年 - イギー・ポップ、デビッド・ボウイはヨーロッパツアーでG9を着用。
1981年 - イギリスのロックバンド、ザ・クラッシュがタイムズスクエアのライブでツアーウェアとして採用。
2004年 - イギリス・ファッション・エキスポート・アウォードを受賞。
2006年 - 今までのClassicG9に加え、新たに細身シルエットとしてVintageG9を発表。
2007年 - G9が誕生して70周年。これを記念して70th anniversary G9 modelが発売される。
2008年 - 今までのClassicG9/VintageG9に加え、新たに中間サイズとしてSlimfitG9を発表。

## 日本での展開
日本では1970年代前半から正規輸入され、中牟田久敬が創立したデスモンド・インターナショナルが販売権を持っていた。中牟田（1932年生まれ）は福岡の岩田屋百貨店創業家に連なる一族で、慶応大学卒業後1950年代にスタンフォード大学に留学してアイビールックを知り、1981年にはユニクロの柳井正も愛読したという『トラディショナルファッション』を刊行した人物である。同社閉鎖後は親会社の岩久が2000年ごろまで扱い、以降はVAN出身の角田登が創業したNKクラシックなど各社が順次引き継いできた。かつては綿100％のポプリン地やウール／カシミヤ混の冬向けのG9やシングルのトレンチコートのG10が世界で唯一日本でだけ存在していた。